# Hogna thetis
Espèce
Synonymes
- Lycosa thetis Simon, 1909

Hogna thetis est une espèce d'araignées aranéomorphes de la famille des Lycosidae.

## Distribution
Cette espèce est endémique de île de Principe à Sao Tomé-et-Principe.

## Description
La femelle holotype mesure 13 mm.

## Systématique et taxinomie
Cette espèce a été décrite sous le protonyme Lycosa thetis par Simon en 1909. Elle est placée dans le genre Hogna par Roewer en 1955.

## Publication originale
- Simon, 1909 : Arachnides recueillis par L. Fea sur la côte occidentale d'Afrique. 2e partie. Annali del Museo Civico di Storia Naturale di Genova, vol. 44, p. 335-449 (texte intégral).